# Daniele Delfino
Pour les articles homonymes, voir Delfino.
Daniel Delfin ou Delfino, né le 22 janvier 1686 à Venise, alors capitale de la république de Venise et mort le 13 mars 1762 à Udine, est un cardinal italien du XVIIIe siècle, membre de la noble famille Delfin.

## Biographie
Daniele Delfin est un neveu du cardinal Denis Delfin, et petit-neveu du cardinal Jean Delfin. Daniel Delfin est nommé évêque titulaire d'Auréliopolis-en-Asie (de) en 1715 et coadjuteur du cardinal Denis Delfin, patriarche d'Aquilée, son oncle.
Il devient patriarche d'Aquilée en 1734 et le pape Benoît XIV le crée cardinal lors du consistoire du 10 avril 1747.
Archevêque d'Udine à partir 1751, il y fait ériger l'oratoire de la Pureté, à droite de la cathédrale et commande des fresques à Giambattista Tiepolo, l'Assomption de Marie, et huit grandes fresques en clair-obscur à son fils Giandomenico.
Il participe au conclave de 1758 lors duquel Clément XIII est élu pape.

## Succession apostolique
Daniele Delfino a ordonné les évêques suivants :
- Patriarche Francesco Antonio Correr (it), O.F.M.Cap. (1735)
- Patriarche Alvise Foscari (it) (1741)
- Évêque Giovanni Battista Sandi (1747)
- Archevêque Giambattista Bortoli (it) (1747)

### Source
- Fiche du cardinal Daniele Delfino sur le site fiu.edu